# Adrian Smiseth Sejersted
Adrian Smiseth Sejersted (16 luglio 1994) è uno sciatore alpino norvegese.

## Biografia
Adrian Smiseth Sejersted, fratello di Lotte, a sua volta sciatrice alpina di alto livello, ha debuttato in gare valide ai fini del punteggio FIS il 24 novembre 2009 a Hemsedal, giungendo 99º in supergigante. Due anni dopo, il 5 dicembre 2011, ha esordito in Coppa Europa a Trysil, in slalom gigante, senza concludere la prova. Nel 2013 è stato convocato per i Mondiali juniores disputati in Québec, durante i quali si è aggiudicato la medaglia di bronzo nel supergigante nella gara vinta dall'austriaco Thomas Mayrpeter davanti allo svizzero Nils Mani. L'anno seguente, nell'edizione iridata giovanile di Jasná 2014, Sejersted ha ottenuto altre due medaglie, vincendo l'argento nella supercombinata e l'oro nella discesa libera.

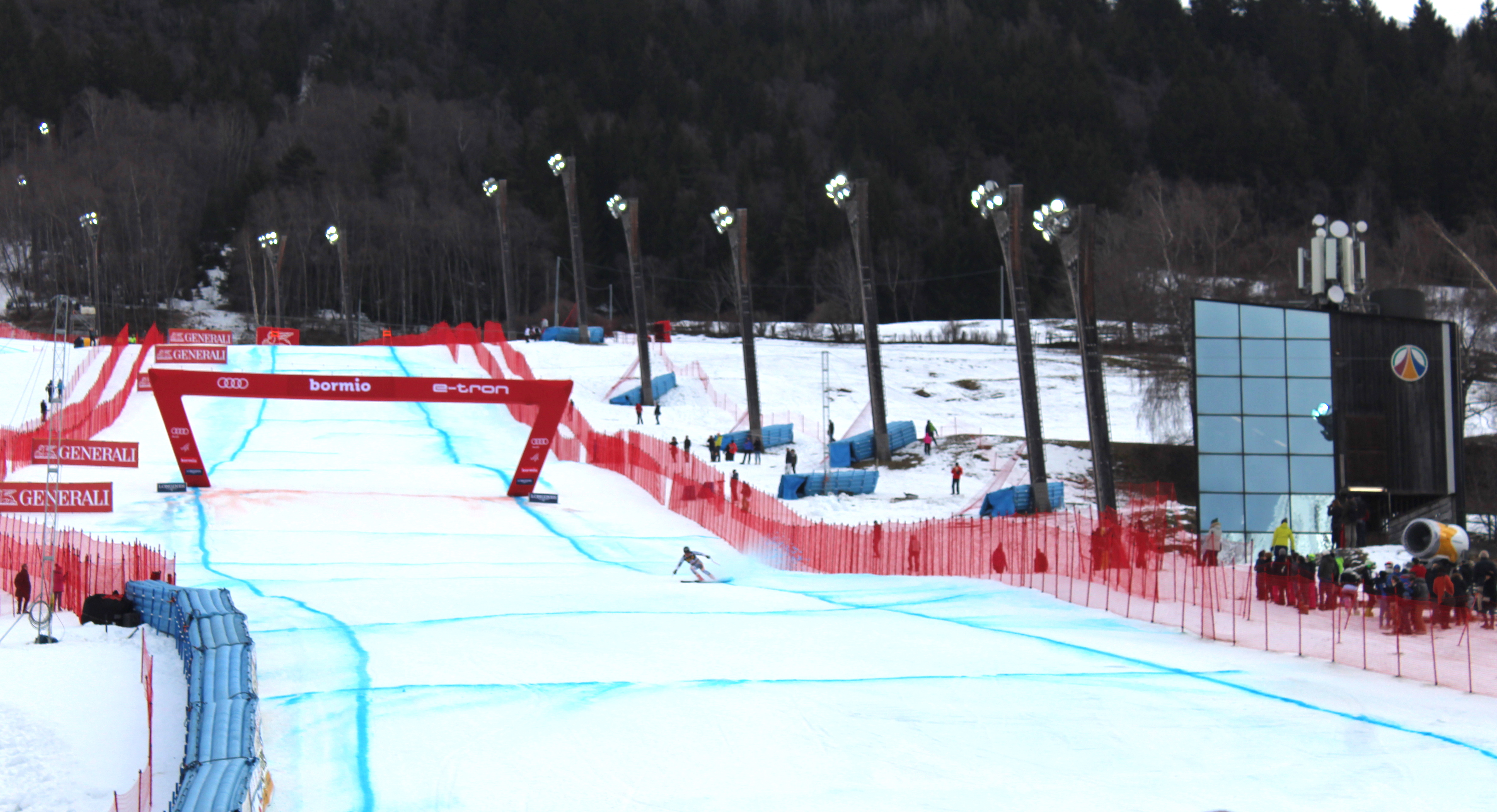
Adrian Smiseth Sejersted al traguardo della pista Stelvio di Bormio il 27 dicembre 2019

Ha esordito in Coppa del Mondo il 12 marzo 2014 disputando la discesa libera nelle finali di Lenzerheide e chiudendo la gara al 14º posto; ai Mondiali di Åre 2019, suo debutto iridato, è stato 14º nella discesa libera, 8º nel supergigante e 16º nella combinata e il 12 dicembre 2020 ha conquistato a Val-d'Isère in supergigante il primo podio in Coppa del Mondo (2º). Ai XXIV Giochi olimpici invernali di Pechino 2022, suo esordio olimpico, si è classificato 11º nella discesa libera e 4º nel supergigante; ai Mondiali di Courchevel/Méribel 2023 si è classificato 16º nella discesa libera, 7º nel supergigante e non ha completato la combinata.  Ai successivi Mondiali di Saalbach-Hinterglemm 2025 ha conquistato la medaglia di bronzo nel supergigante e si è piazzato 6º nella discesa libera e 9º nella combinata a squadre.

## Palmarès

### Mondiali
- 1 medaglia:
  - 1 bronzo (supergigante a Saalbach-Hinterglemm 2025)

### Mondiali juniores
- 3 medaglie:
  - 1 oro (discesa libera a Jasná 2014)
  - 1 argento (supercombinata a Jasná 2014)
  - 1 bronzo (supergigante a Québec 2013)

### Coppa del Mondo
- Miglior piazzamento in classifica generale: 29º nel 2025
- 2 podi (in supergigante):
  - 1 secondo posto
  - 1 terzo posto

### Coppa Europa
- Miglior piazzamento in classifica generale: 14º nel 2016 e nel 2018
- 5 podi:
  - 2 vittorie
  - 2 secondi posti
  - 1 terzo posto

#### Coppa Europa - vittorie
| Data             | Località              | Paese    | Specialità |
| ---------------- | --------------------- | -------- | ---------- |
| 21 febbraio 2018 | Sarentino             | Italia   | DH         |
| 5 marzo 2018     | Lillehammer Kvitfjell | Norvegia | DH         |

Legenda:

### South American Cup
- Miglior piazzamento in classifica generale: 30º nel 2017
- 1 podio:
  - 1 secondo posto

### Campionati norvegesi
- 12 medaglie:
  - 6 ori (discesa libera nel 2012; discesa libera nel 2014; supergigante nel 2016; discesa libera nel 2018; discesa libera nel 2019; discesa libera nel 2025)
  - 5 argenti (supergigante nel 2014; combinata nel 2016; supergigante nel 2018; supergigante nel 2019; supergigante nel 2025)
  - 1 bronzo (discesa libera nel 2016)

### Campionati norvegesi juniores
- 1 oro (supercombinata nel 2007)[senza fonte]